# 重原站
重原站（日语：／ Shigehara eki */?）是位於日本愛知縣知立市上重原町，屬於名古屋鐵道（名鐵）三河線的鐵路車站。車站編號為MU01。

## 車站構造

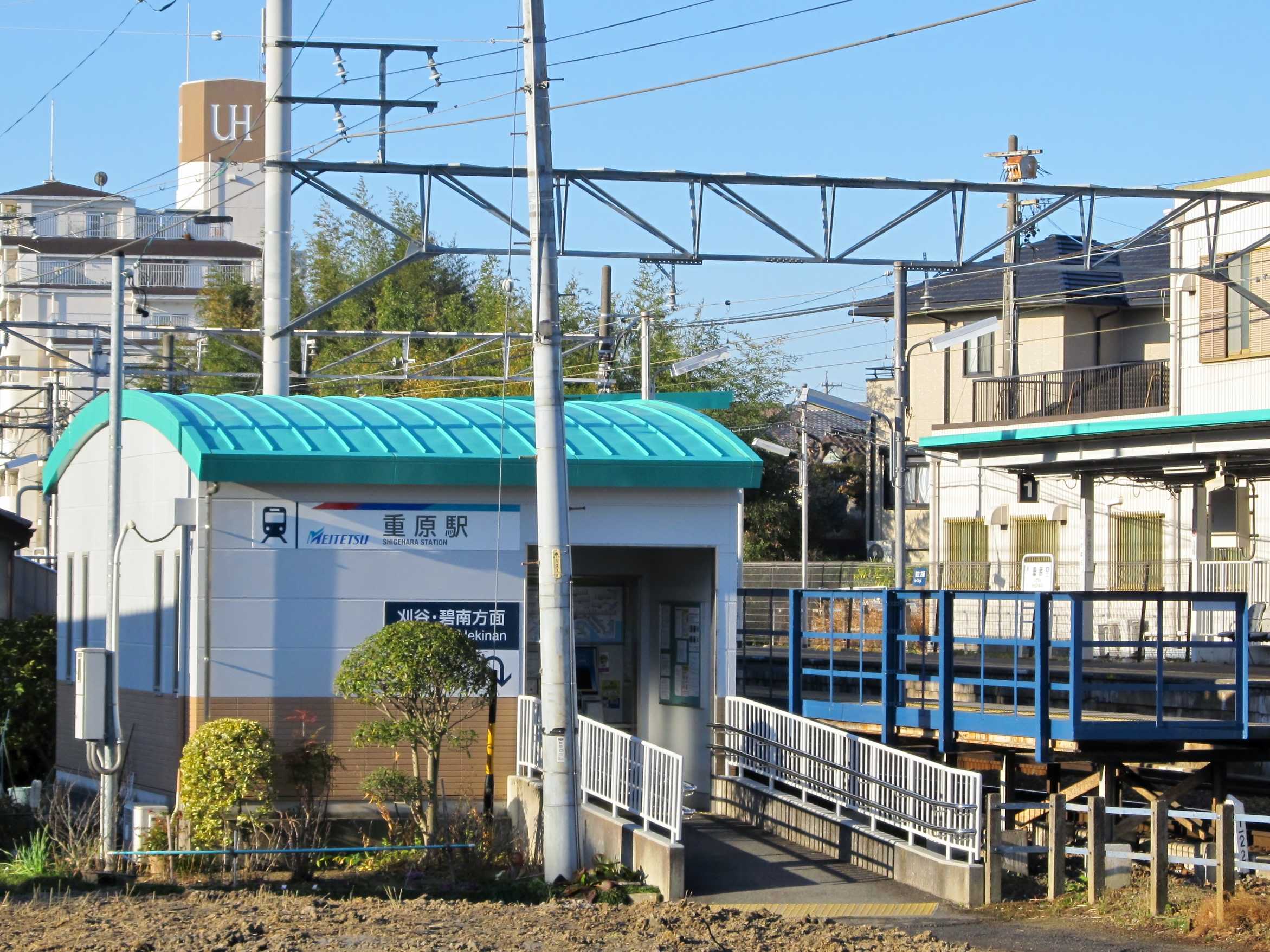
往碧南方向的站房（2024年2月）
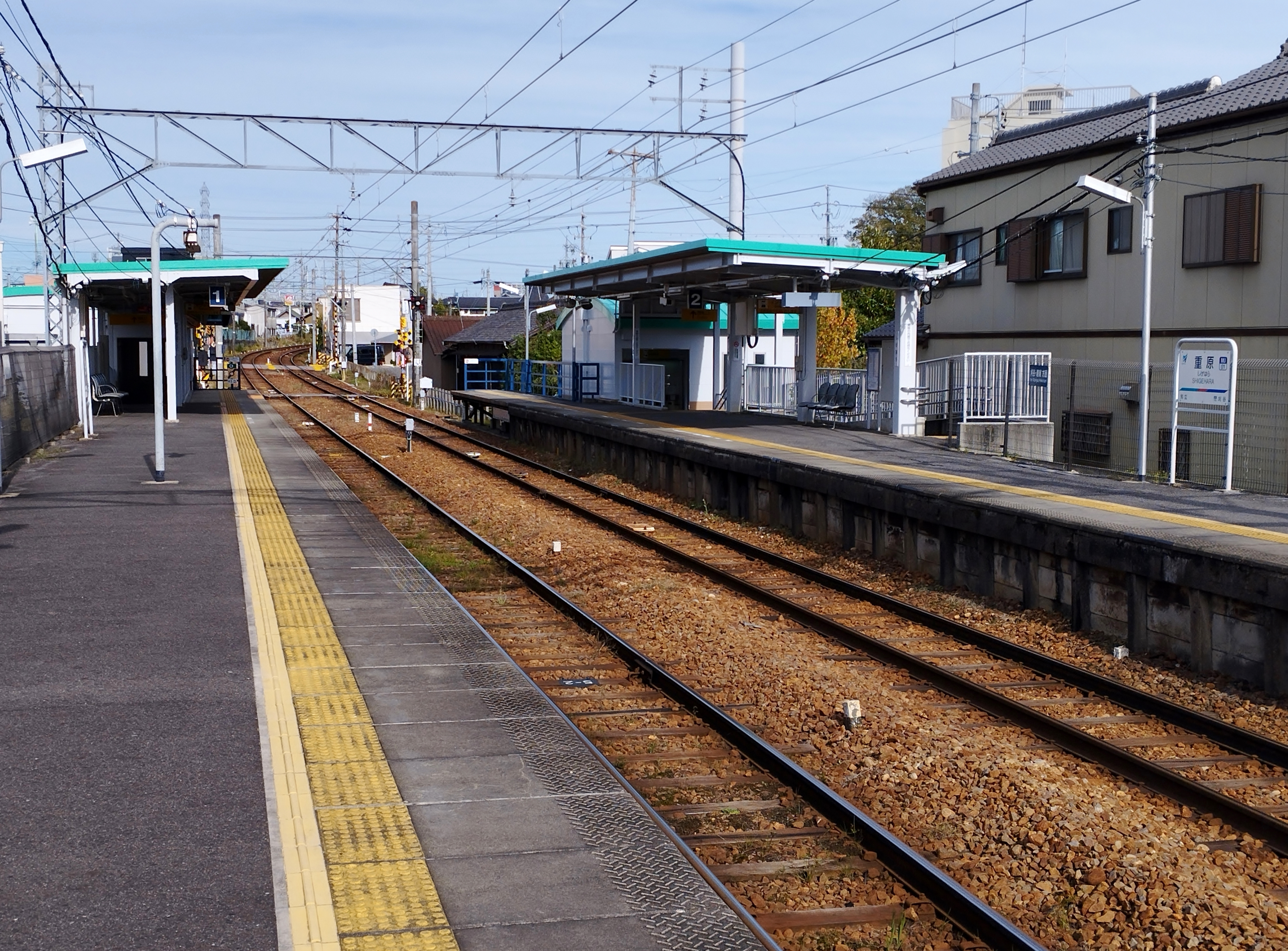
月台（2023年11月）
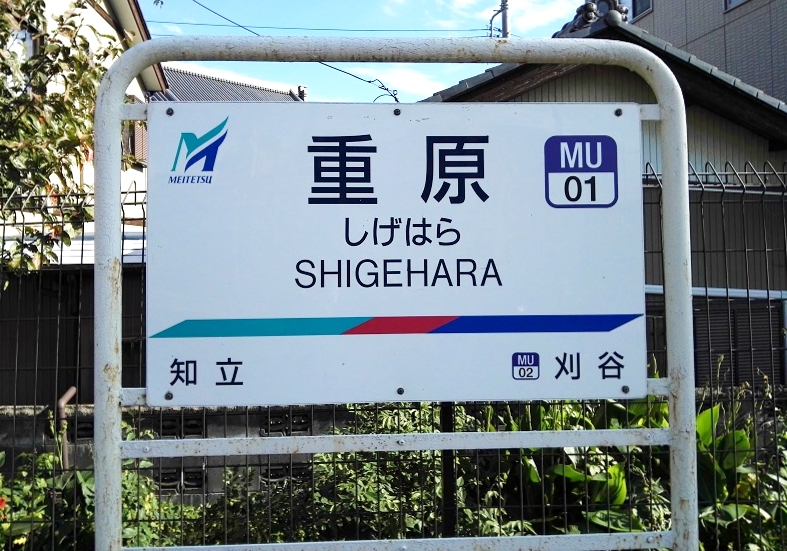
站名牌

本站為對向式月台2面2線的地面車站，並在引入車站集中管理系統（截至2005年的管理站為知立站）後成為無人站。本站可使用manaca。
| 月台 | 路線           | 方向 | 目的地 |
| ---- | -------------- | ---- | ------ |
| 1    | 三河線（海線） | 下行 | 往知立 |
| 2    | 三河線（海線） | 上行 | 往碧南 |

### 配線圖
| ← 知立站        | 重原站 構內配線略圖 | → 刈谷、碧南方向 |
| 图例 参考文献： |                     |                  |

## 使用情況
各年度一日平均上下、上車人次
| 年度               | 一日平均上下車人次 | 一日平均上車人次 |
| ------------------ | ------------------ | ---------------- |
| 2000年（平成12年） | 812                | 403              |
| 2001年（平成13年） | 793                | 394              |
| 2002年（平成14年） | 794                | 395              |
| 2003年（平成15年） | 808                | 402              |
| 2004年（平成16年） | 855                | 425              |
| 2005年（平成17年） | 980                | 489              |
| 2006年（平成18年） | 1,101              | 552              |
| 2007年（平成19年） | 1,130              | 566              |
| 2008年（平成20年） | 1,165              | 584              |
| 2009年（平成21年） | 1,136              | 567              |
| 2010年（平成22年） | 1,211              | 606              |
| 2011年（平成23年） | 1,227              | 616              |
| 2012年（平成24年） | 1,337              | 671              |
| 2013年（平成25年） | 1,408              | 707              |
| 2014年（平成26年） | 1,469              | 735              |
| 2015年（平成27年） | 1,579              | 789              |
| 2016年（平成28年） | 1,620              | 809              |
| 2017年（平成29年） | 1,715              | 855              |
| 2018年（平成30年） | 1,821              | 906              |

## 相鄰車站
名古屋鐵道
 三河線（海線）
知立（NH19）－重原（MU01）－刈谷（MU02）

### 來源
1. ↑  SF カードシステム「トランパス」導入路線図 （页面存档备份，存于） - 名古屋鉄道、2005年8月19日
2. ↑  清水武. . 鉄道ピクトリアル (電気車研究会). 1971-01, 246: 64.
3. ↑  太田貴之. . 鉄道ピクトリアル (電気車研究会). 2009-03, 816: 38.
4. ↑  三河線 路線・駅情報 - 電車のご利用案内 （页面存档备份，存于）、2019年4月2日閲覧
5. 1 2  駅時刻表：名古屋鉄道・名鉄バス （页面存档备份，存于）、2018年2月24日閲覧
6. ↑  電気車研究会、『鉄道ピクトリアル』通巻第816号 2009年3月 臨時増刊号 「特集 - 名古屋鉄道」、巻末折込「名古屋鉄道 配線略図」
7. ↑  知立の統計 （页面存档备份，存于） - 知立市

## 外部連結
- 重原 - 名古屋鐵道